# Epicephala tephrostola
Epicephala tephrostola är en fjärilsart som beskrevs av Lajos Vári 1961. Epicephala tephrostola ingår i släktet Epicephala och familjen styltmalar. Inga underarter finns listade i Catalogue of Life.